# Kothamangalam
Kothamangalam (malajalam: കോതമംഗലം) – miasto w Indiach, w stanie Kerala. W 2011 roku liczyło 114 639 mieszkańców. Siedziba syromalabarskiej eparchii Kothamangalam.